# Antônio Maria (1985)
Antônio Maria é uma telenovela brasileira produzida e exibida pela Rede Manchete entre 1 de julho e 23 de novembro de 1985, em 126 capítulos, sendo a primeira novela da emissora e substituída por Dona Beija. Escrita por Geraldo Vietri, sob direção de Lucas Bueno e direção geral do próprio Vietri. É um remake da novela homônima de 1968, da TV Tupi, também escrita e dirigida por Geraldo Vietri.
Conta com Sinde Filipe, Elaine Cristina, Adriana Figueiredo,Jorge Cherques, Myriam Pérsia, Paulo Ramos, Tarcísio Filho e Ana Rosa nos papéis principais.

## Produção
Foi a primeira investida da Rede Manchete no campo da teledramaturgia. Foi gravada nos estúdios de Água Grande, em Vista Alegre, bairro do Rio de Janeiro.. A emissora reprisou a telenovela na sessão Romance da Tarde, em 1987.

## Enredo
Antônio Maria é um português que chega em São Paulo e vai trabalhar como motorista na casa dos milionários Adalberto e Carlota, donos de uma cadeia de supermercados, onde logo desperta a paixão das duas filhas deles: a bondosa Heloísa e a ardilosa Marina, que passa a fazer de tudo para tirar a irmã do caminho e conquistar o moço. Quem não gosta dele são Heitor, o arrogante namorado de Heloísa, e Catarina, a elitista irmã de Carlota que não vê com bons olhos as sobrinhas se envolverem com um motorista. O outro filho do casal é o irresponsável Jorgito, que só quer saber de festejar com o primo Eduardo. Na mansão ainda moram Gustavo, contador de Adalberto que gosta verdadeiramente de Marina, e Glorinha, que vive um romance de amor e ódio com Otávio, embora seja insegura por ele ser rico e ela filha da governanta Berenice.
Ainda há Maria Clara, empregada que sonha em desfilar numa escola de escola de samba e é enrolada pelo bombeiro Honório, e Fernando, português amigo de Antônio Maria que fez a vida no Brasil ao abrir uma panificadora e que enlouquece a esposa Rita com seu jeito pão-duro. Eles são pais de Alzira, moça iludida que não é correspondida por Eduardo. O que ninguém imagina é que Antônio Maria na verdade é um milionário que veio ao Brasil fugindo da paixão obsessiva de sua madrasta Amália e que, cansado do mundo dos ricos, decidiu viver como um cidadão comum.

## Elenco
| Ator                | Personagem              |
| ------------------- | ----------------------- |
| Sinde Filipe        | Antônio Maria Figueiroa |
| Elaine Cristina     | Heloísa Dias Leme       |
| Adriana Figueiredo  | Marina Dias Leme        |
| Jorge Cherques      | Dr. Adalberto Dias Leme |
| Myriam Pérsia       | Carlota Dias Leme       |
| Paulo Ramos         | Heitor de Lima          |
| Tarcísio Filho      | Gustavo Bellini         |
| Ana Rosa            | Rita Nobre              |
| Renato Borghi       | Fernando Nobre          |
| Jacqueline Laurence | Catarina Dias Leme      |
| Virginia Campos     | Glorinha Gonçalves      |
| Rogério Fabiano     | Otávio Ferrari          |
| Daniel Barcellos    | Jorgito Dias Leme       |
| André Di Mauro      | Eduardo Dias Leme       |
| Dedina Bernardelli  | Alzira Nobre            |
| Glória Crystal      | Maria Clara             |
| Guilherme Corrêa    | Cabo Honório            |
| Lídia Mattos        | Berenice Gonçalves      |
| Haroldo de Oliveira | Arquimedes (Zé Bacia)   |
| Joséphine Hélene    | Brida                   |
| Isis Koschdoski     | Beth                    |
| Claudia Freire      | Lúcia                   |
| Ileana Saska        | Saturnina               |
| Ozenir Fraga        | Bom Cabelo              |

### Participações especiais
| Ator                  | Personagem       |
| --------------------- | ---------------- |
| Eugénia Melo e Castro | Amália Figueiroa |
| Felipe Wagner         | Dr. Lourenço     |
| Monique Lafond        | Madalena         |

## Trilha sonora
Capa: Sinde Filipe
| N.º | Título                       | Música                | Duração |  |
| 1.  | "A Dança da Lua"             | Eugênia Melo e Castro |         |  |
| 2.  | "Foi Deus"                   | Eugênia Melo e Castro |         |  |
| 3.  | "Summertime"                 | Amália Rodrigues      |         |  |
| 4.  | "Canção do Mar"              | Rão Kyao              |         |  |
| 5.  | "Maldição"                   | Eugênia Melo e Castro |         |  |
| 6.  | "Vira Virou"                 | Eugênia Melo e Castro |         |  |
| 7.  | "Xácara das Bruxas Dançando" | Trovante              |         |  |
| 8.  | "Estranha Forma de Vida"     | Eugênia Melo e Castro |         |  |
| 9.  | "Ai Meus Sais"               | Glória Cristal        |         |  |
| 10. | "Nem Às Paredes Confesso"    | Eugênia Melo e Castro |         |  |